# Lick It Up (canción)
«Lick It Up» es una canción de la banda estadounidense Kiss del álbum de 1983 Lick It Up. Fue escrita por Paul Stanley y Vinnie Vincent y fue lanzada como el primer sencillo del álbum. La canción entró en el Top 40 de las listas de éxitos en Reino Unido, Suiza y Canadá, aunque falló en ingresar en las listas estadounidenses. Es una de las canciones favoritas de la banda en sus rendiciones en vivo. El vídeo musical de la canción fue el primer clip de Kiss en el que aparecieron sin maquillaje alguno y fue estrenado por el canal MTV el 18 de septiembre de 1983.

## Créditos
- Paul Stanley - voz principal y coros, guitarra rítmica.
- Gene Simmons - bajo y coros.
- Vinnie Vincent - guitarra líder y coros.
- Eric Carr - batería